# Juan Tizón
Juan Tizón Herreros (La Coruña, 23 de enero de 1895 - Oporto, 25 de diciembre de 1945) fue un escritor y político español, exiliado durante la guerra civil española.

## Biografía
Trabajador del ferrocarril, militó en el Partido Socialista Obrero Español y en la Unión General de Trabajadores. Dirigente de la agrupación socialista local de La Coruña se trasladó a Monforte de Lemos por motivos laborales, donde fue elegido secretario local del Sindicato Nacional Ferroviario de la UGT. Salió elegido diputado del PSOE a las Cortes en las elecciones generales de 1931 por la provincia de Lugo, pero por irregularidades en la provincia se repitieron las elecciones y perdió el acta. Fue también vocal suplente del Comité Federal del PSOE. 
Fue vicepresidente de la Diputación Provincial de Lugo y presidente de la primera Gestora Republicana de Monforte de Lemos. Detenido durante los sucesos de 1934 pasó algún tiempo en prisión. Alcalde de Monforte de Lemos del 18 de marzo al 20 de julio de 1936, intentó organizar la resistencia local a la sublevación del ejército, formando una milicia local e incautando armas, pero tras declararse el estado de guerra y ser ocupadas las calles de la ciudad por la Guardia Civil tuvo que huir; refugiándose en casa de amigos portugueses, entre ellos Mário Soares, en la ciudad portuguesa de Oporto, donde falleció y en cuyo cementerio está enterrado. Durante su estancia en Portugal, trabajó para los servicios secretos ingleses. En Monforte durante toda la época franquista se le dio por muerto, "paseado" por algunos de los escuadrones de la muerte falangistas, ya que se había fusilado una placa conmemorativa que existía en una fuente por él inaugurada, lo que se interpretó como una señal de su muerte. 

## Obra
Como escritor publicó en castellano el libro de relatos Espiando al diablo en 1925 y escribió entre 1937 y 1938 el poema satírico en gallego Seis cregos escollidos (Versos divinos) (Seis curas escogidos (Versos divinos) en castellano), publicado póstumamente en 2000 por Xesús Alonso Montero.
En el 2010 la Fundación Luis Tilve recopiló y publicó toda su obra inédita, bajo el título: Juan Tizón Herreros. El pensamiento hecho palabra. En este libro se recogen dos obras de teatro de carácter social (Casta Maldita y Civilización), dos relatos (El cristo del hallazgo y Persecución, este último recopilado por su yerno Raúl Solleiro Mella, en el que se recogen las experiencias de su fuga tras el alzamiento militar), diversos artículos, y una extensa biografía realizada por la historiadora Rosa María López González.